# Polycarpaea linearifolia
Polycarpaea linearifolia là loài thực vật có hoa thuộc họ Cẩm chướng. Loài này được (DC.) DC. miêu tả khoa học đầu tiên năm 1828.